# TMEM196
TMEM196‏ (Transmembrane protein 196) هوَ بروتين يُشَفر بواسطة جين TMEM196 في الإنسان.